# Fábrica Kírov
La fábrica Kírov (en ruso: Кировский завод tr. «Kírovski zavod») nombrada así tras el asesinato de Serguéi Kírov, anteriormente llamada Putílovets Rojo (en ruso: Красный Путиловец o «Krasny Putílovets») en la época zarista llamada Fábrica Putílov (en ruso: Путиловский завод o «Putílovski zavod»), es una de las mayores compañías y de más amplia historia de San Petersburgo. Ubicada en la Avenida de las huelgas (en ruso: проспект Стачек), es célebre por haber sido epicentro de la primera y la segunda revolución de Rusia.

## Historia

### Inicios
Fue fundada en 1801 y, en la actualidad, además de ser una empresa privada está dedicada a la fabricación de tractores y maquinaria agrícola en general. Su presidente era Gueorgui Semenenko y contaba con una plantilla de unos 8 000 trabajadores en 2010.

### La planta en 1917

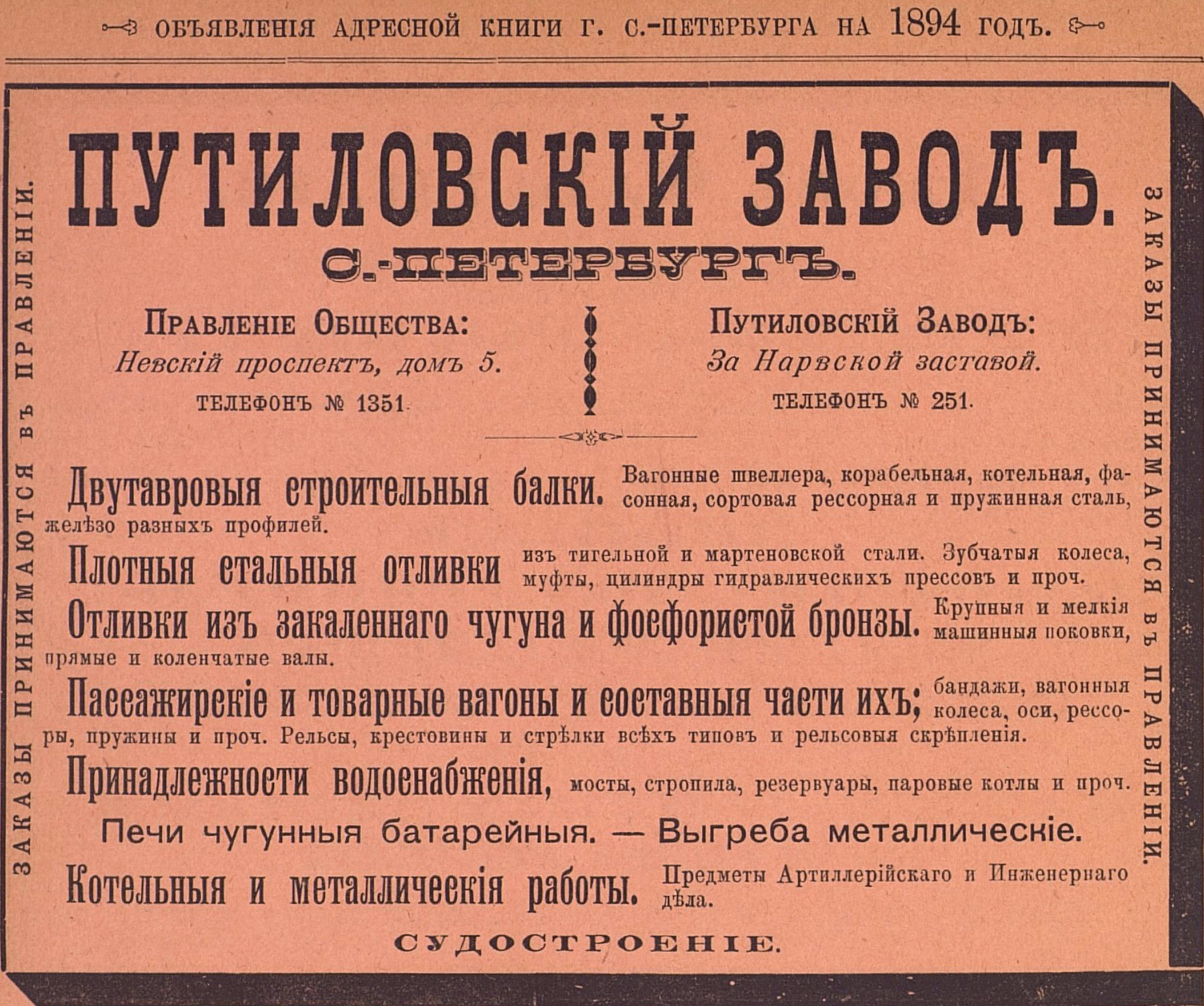
Publicidad de la fábrica Putílov. 1894

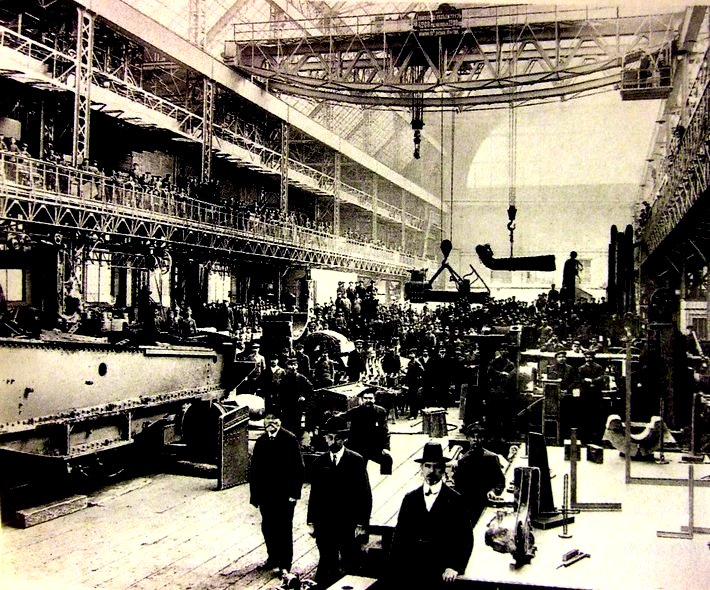
Interior de la fábrica en 1900

La fábrica fue construida en virtud de un real decreto del emperador Pablo I el 28 de febrero de 1801 para la fabricación de herrajes con destino a Kronstadt. La primera bala de cañón se terminó el 3 de abril de 1801.
En 1844 se inauguró una vía de ferrocarril que llegaba hasta la planta.
Entre 1868 y 1880, la industria pasó a ser propiedad del empresario ruso Nikolái Putílov, que fue quien le dio el nombre de "Putílov" a las instalaciones. Durante este periodo la planta se amplió para que pudiera acoger nuevas actividades industriales, como altos hornos, laminado y fabricación de acero o fundición de hierro para hacer vagones de ferrocarril. En la década de 1880, la fábrica empezó la construcción de destructores y cañones navales para barcos de guerra. En 1894 empezaría la producción de locomotoras de vapor. Así, en 1900 la fábrica Putílov era la mayor productora industrial de todo el Imperio Ruso y la tercera de Europa Occidental, solo superada por las del gigante metalúrgico Krupp en Alemania y las de Armstrong en Inglaterra.

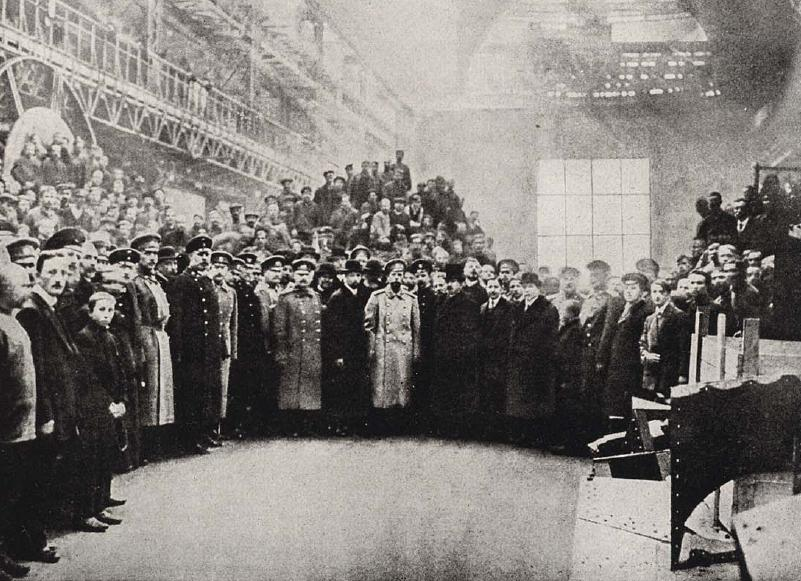
El zar Nicolás II de visita en la fábrica entre 1915 y 1917

En enero de 1905 los obreros de la fábrica Putílov se declararon en huelga por el despido improcedente de cuatro trabajadores. Fue entonces cuando se formó la "Asamblea de trabajadores fabriles rusos de San Petersburgo", dirigida por el sacerdote Gueorgui Gapón. La dirección de la empresa se negó a atender la reivindicaciones obreras. Mientras, la huelga ya se había extendido a otras ciudades rusas. Los obreros con sus familias marcharon al Palacio de Invierno para llevar en persona al zar sus reivindicaciones y pedirle unas condiciones de trabajo dignas:

Señor, nosotros, obreros, vecinos de Petersburgo, acudimos a Ti. Somos unos esclavos desgraciados y escarnecidos; el despotismo y la arbitrariedad nos aplastan.
Fragmento de una de las cartas llevadas por los obreros al Zar

Lejos de atender sus peticiones, el gran duque Vladímir Aleksándrovich (que se encontraba remplazando a Nicolás II) ordenó disparar y disolver a los manifestantes; este evento sería conocido como Domingo Sangriento y sería el inicio de la Revolución rusa de 1905.
En la década de 1910, la planta desarrolló actividades de construcción naval. En 1912, se estableció una división independiente, formándose los Astilleros Putílov. Durante la Primera Guerra Mundial la fábrica se dedicó a la reparación de buques de guerra y a la fabricación de vehículos blindados a partir de versiones inglesas.

### 1917-1941

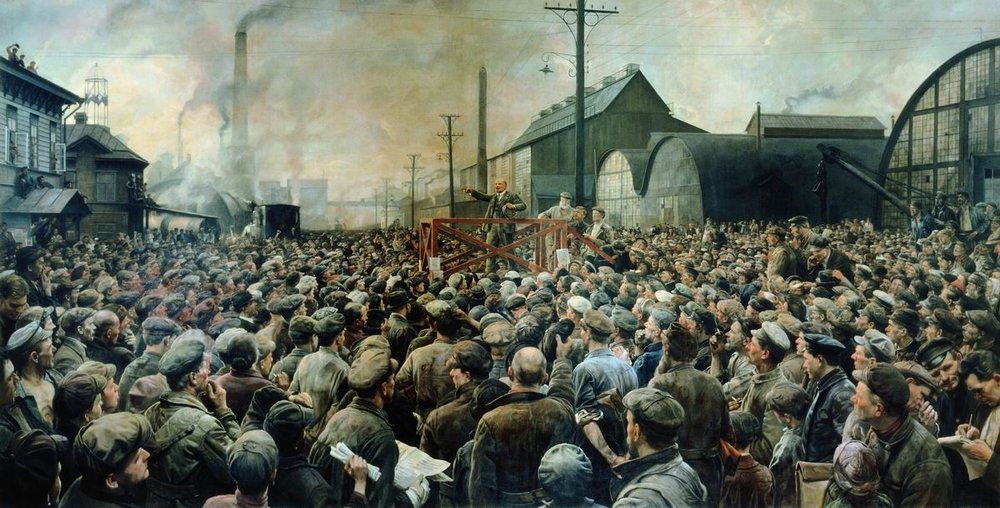
Lenin dando un discurso en la fábrica Putílov en mayo de 1917. Cuadro de Isaak Brodski, Museo de historia de Moscú.

En febrero de 1917 en la fábrica Putílov trabajaban unos 36 000 obreros, siendo la mayor planta industrial y astillera del país. Ese mes tuvo lugar entre los días 18 y 23 (según el calendario juliano) una gran huelga con manifestaciones y reuniones de trabajadores al grito de:

¡Abajo la guerra! ¡abajo la autocracia! ¡queremos pan!

Los enfrentamientos con la policía marcaron el inicio de la Revolución de Febrero en Petrogrado.
En 1922, tras el triunfo soviético y la nacionalización de la fábrica, la planta cambió su nombre a Putílovets Rojo. En 1924 comenzó la producción en masa del primer tractor de la era soviética, el Fordsón-Putílovets. Hasta 1941, año de la invasión nazi de la Unión Soviética, la planta produjo 125 000 tractores y desde 1934 se inició la fabricación de nuevos modelos.
Antes de la Segunda Guerra Mundial, además de tractores, la fábrica también produjo locomotoras, vagones de ferrocarril, motores de cosechadora, motores de tren, acero inoxidable, grúas, equipo militar (tanques T-34 y artillería) y material para la construcción del Metro de Moscú. En la década de 1920 también se produjeron tranvías y automóviles.
El 17 de diciembre de 1934 se cambió su nombre a fábrica Kírov, en honor al fallecido 16 días antes Serguéi Kírov.

### Segunda Guerra Mundial

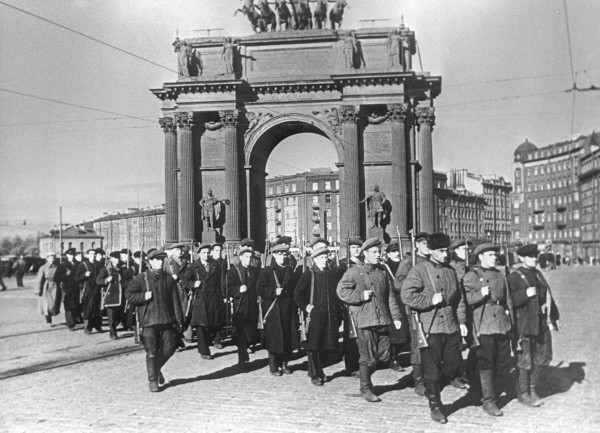
Trabajadores de la planta caminan hacia el frente durante el sitio de Leningrado en 1942

Durante la guerra y ante la invasión alemana del país, muchos trabajadores y expertos de la planta fueron evacuados a Cheliábinsk junto con las líneas de producción de tractores. Esta nueva planta en los Urales se convertiría en la famosa Tankograd, la mayor productora soviética de tanques, cañones autopropulsados y otros vehículos blindados y municiones. Sin embargo parte de las instalaciones y su personal permaneció en Leningrado. Durante el sitio de Leningrado la fábrica, prácticamente en primera línea de combate, se dedicó a la reparación de vehículos de combate, fue bombardeada con 770 bombas y 4680 proyectiles, muriendo 139 trabajadores e hiriendo a otros 788. En honor al servicio prestado, la planta fue galardonada con la Orden de la Guerra Patria de 1.ª clase.

### 1945-1992
A partir de 1948, las secciones trasladadas a los Urales volvieron en su totalidad a Leningrado. En 1954 la planta fue pionera en la fabricación de centrifugadoras para la separación de isótopos de uranio; en 1957 estas turbinas se utilizaron para propulsar el rompehielos nuclear "Lenin". Desde 1964 se inició la producción de tractores Kírovets. En 1992, con la caída de la Unión Soviética, la planta fue privatizada.

### SigloXXI

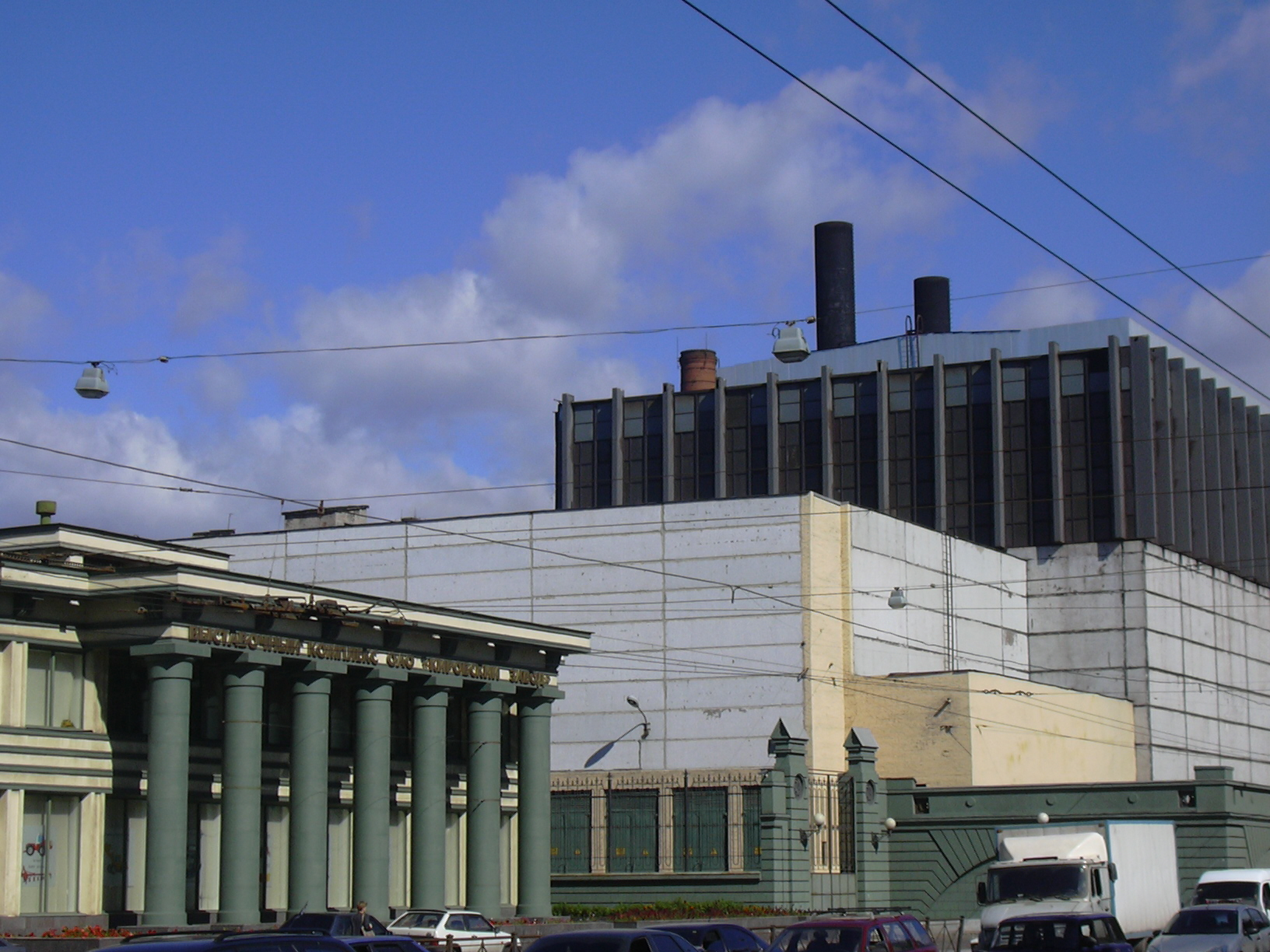
Parte de las instalaciones en 2009

En la actualidad la compañía sigue con la producción de tractores y maquinaria agrícola, además de repuestos y metal. La empresa también fabrica equipos para la industria energética, nuclear, metalúrgica y de maquinaria. La fábrica ocupa 200 hectáreas, tiene acceso a la bahía (a 2 kilómetros de mar) a través de una red de carreteras. En 2010 la empresa contaba con alrededor de 8000 personas.
En octubre de 2008, el Tribunal Federal de Arbitraje ruso reconoció la marca de tractores Kírovets como marca exclusiva de la planta Kírov. La facturación del grupo en 2010 ascendió a 11 321 millones de rublos, con una pérdida neta de 205 millones a la que hay sumar otra de 1032 millones en 2009. Las razones se pueden encontrar en el uso de equipos y tecnologías obsoletas y una falta de rentabilidad en los productos fabricados debido a la baja demanda.

## Propietarios, gestión y ubicación
El 12,94% del capital es propiedad de Larissa Semenenko, un 5,21% de George Semenenko y un 78,41% es propiedad de la sociedad Depository. El 24 de octubre de 2008, una filial del banco suizo UBS se hizo con un 18,42% del accionariado.
La planta se encuentra en el distrito norte Kírov de San Petersburgo.

## Premios y reconocimientos
La planta ha sido galardonada con los siguientes premios:
- 2 órdenes de Lenin - en 1939 y 1951,
- 1 orden de la Bandera Roja del trabajo - en 1926,
- 1 orden de la Bandera Roja - en 1940,
- 1 orden de la Revolución de Octubre - en 1970,
- 1 orden de la Amistad de los Pueblos - en 1976.

La planta está tan arraigada en la vida común de los habitantes de San Petersburgo que hasta hay canciones que hablan de ella. La banda de punk rock Contrato de equipo (del ruso: Бригадный подряд), dedicó una canción a la Planta de Kírov, homónima a la fábrica, en la que se habla sobre la vida laboral de sus trabajadores.

## Galería

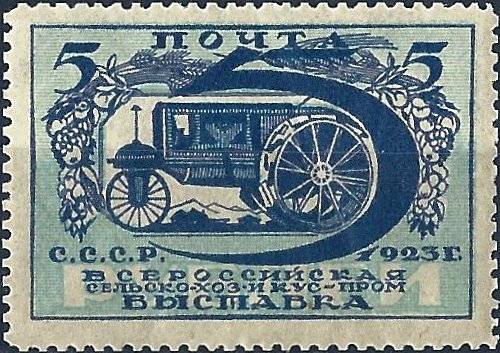
Una estampilla de 1923 donde se muestra el Fordson soviético
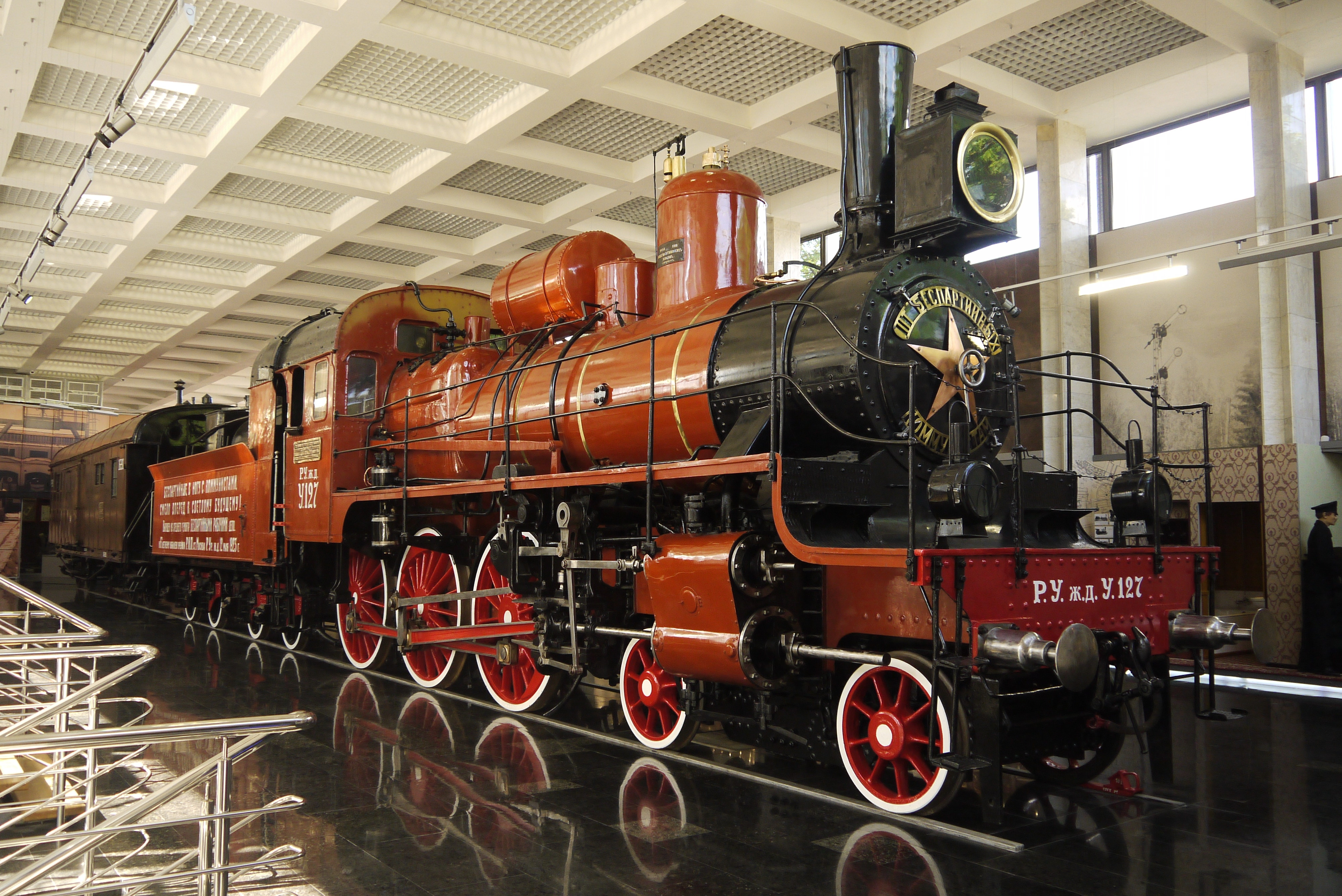
Locomotora clase U-127 Lenin 4-6-0 una locomotora compuesta, que fuera construida en la Planta Putílov, actualmente preservada en el Museo ferroviario de Moscú en la Terminal de trenes de Paveletsky
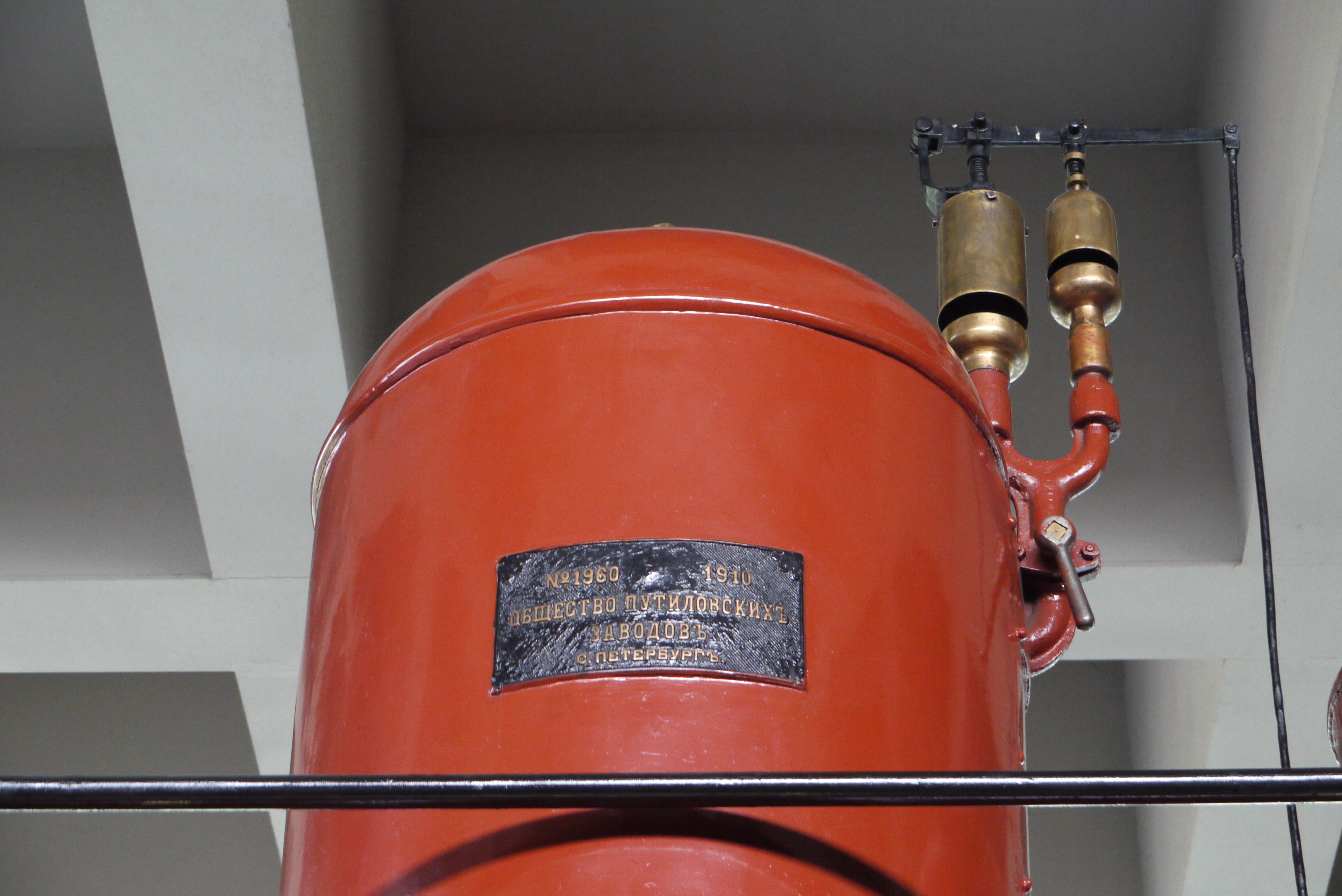
Platea del maquinista, máquina vaporera y silbato de la locomotora U-127
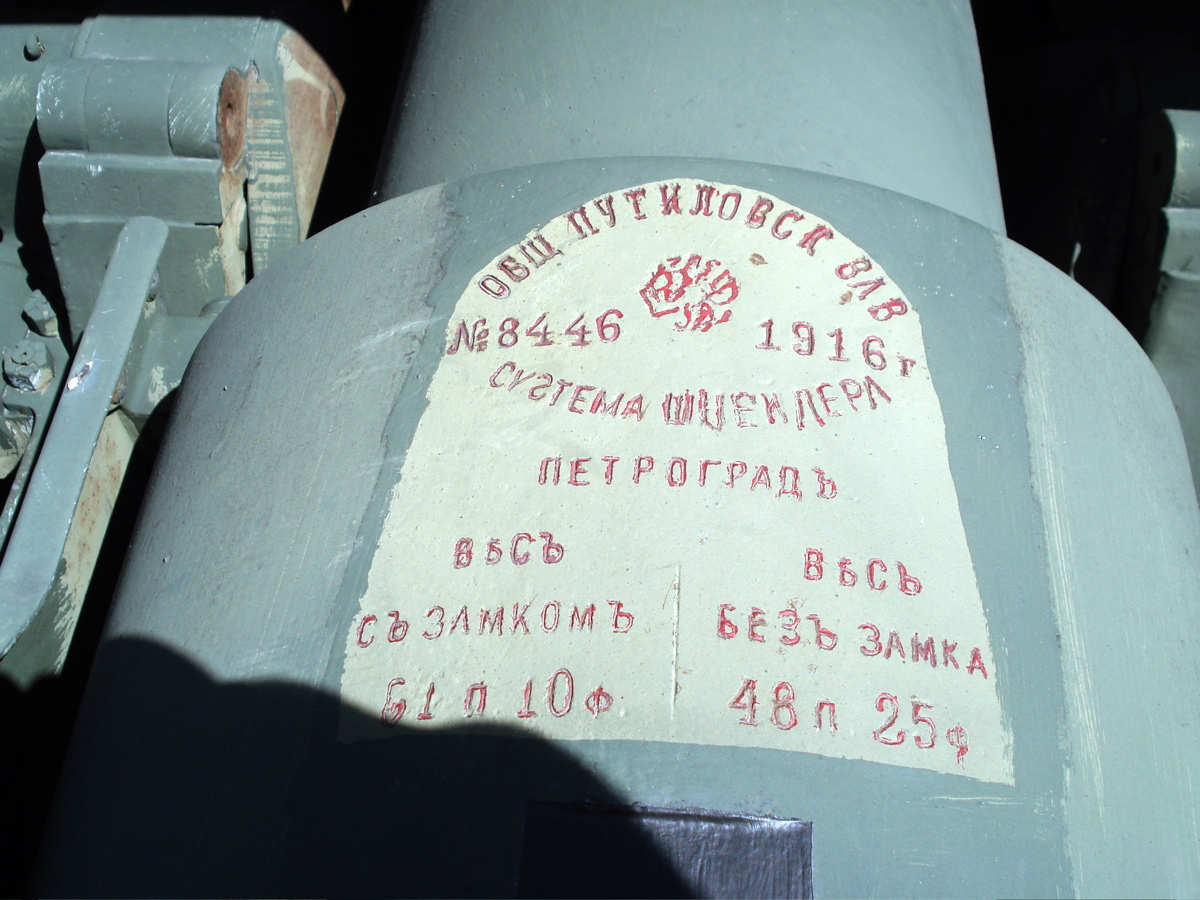
Cañón manufacturado en la Fábrica Putílov en 1916
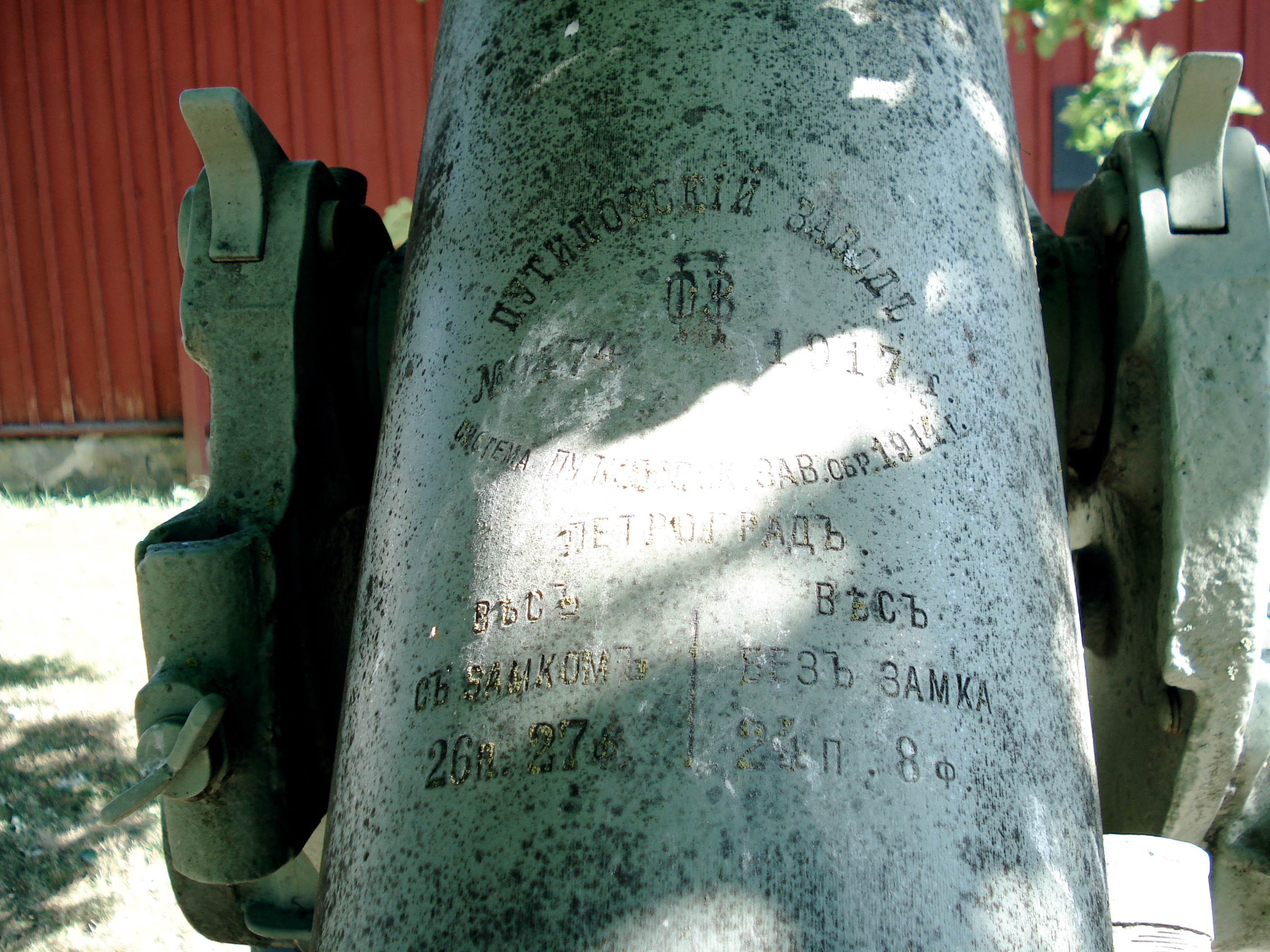
Cañón anti-aéreo calibre 76 mm manufacturado en la Fábrica Putílov en 1917
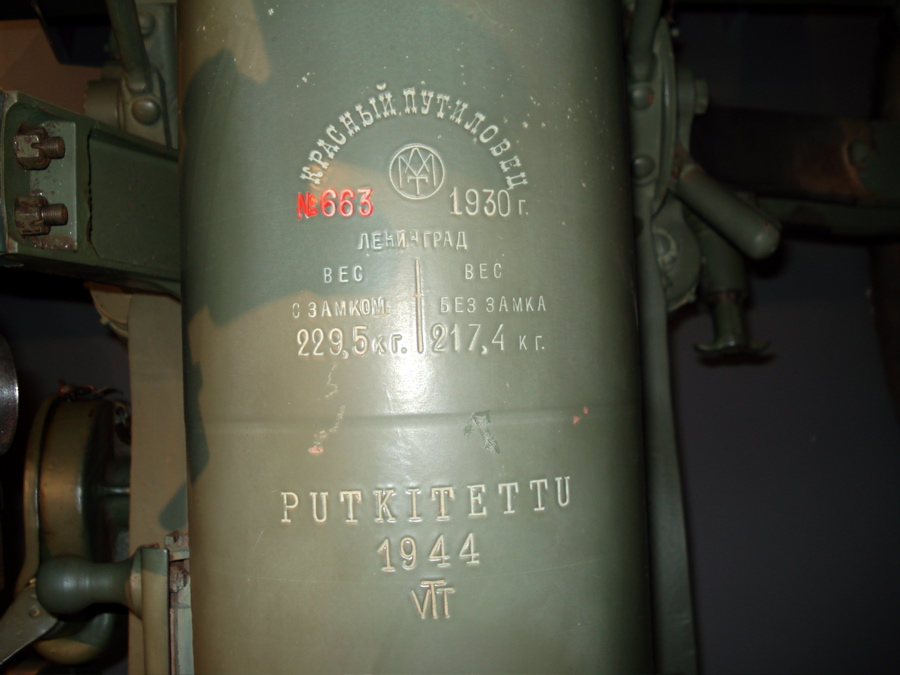
Cañón manufacturado en la Fábrica Krasny Putílovets en 1930
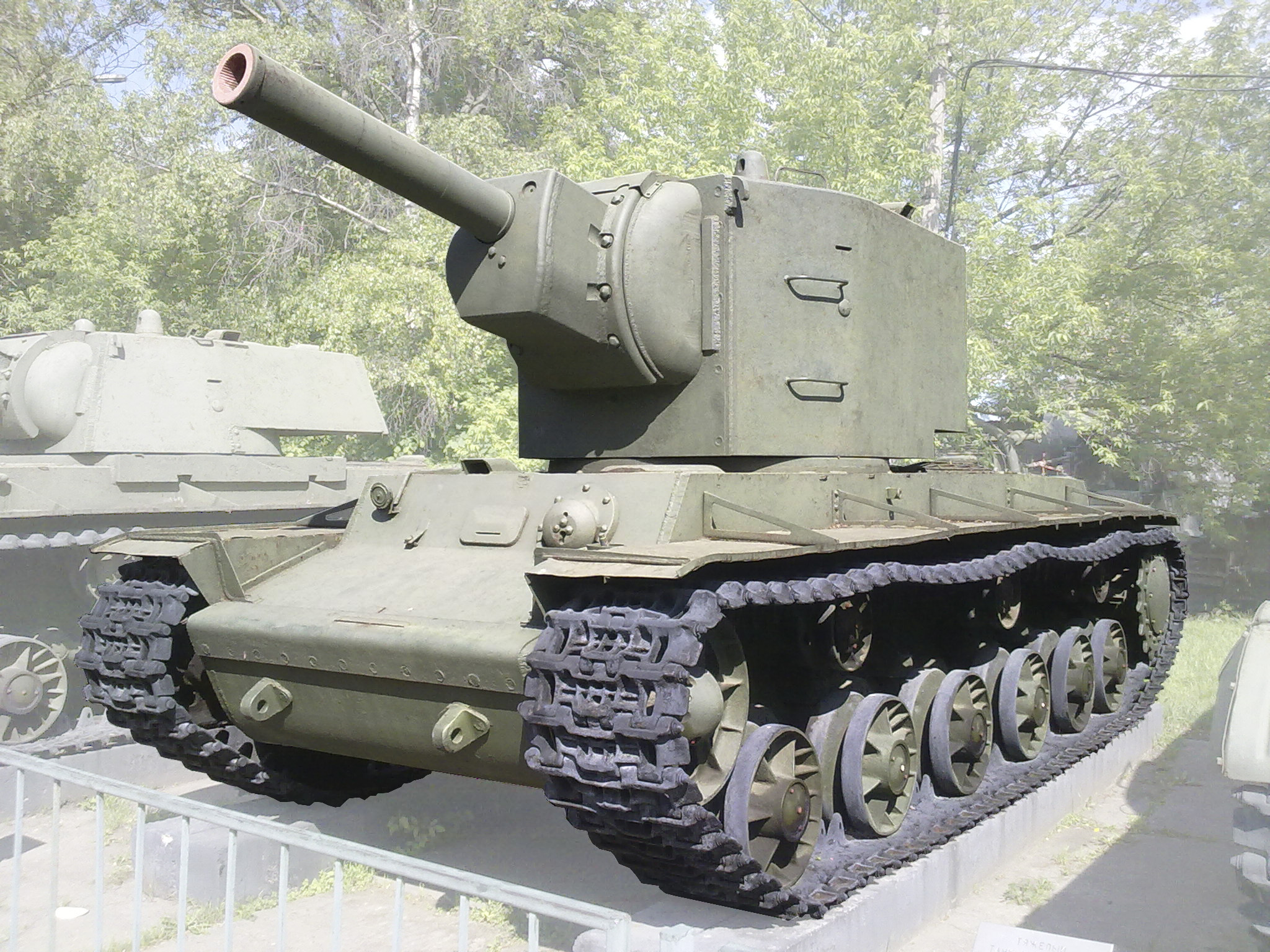
Tanque pesado KV-2, el cual fue producido entre 1940 y 1943 en la planta
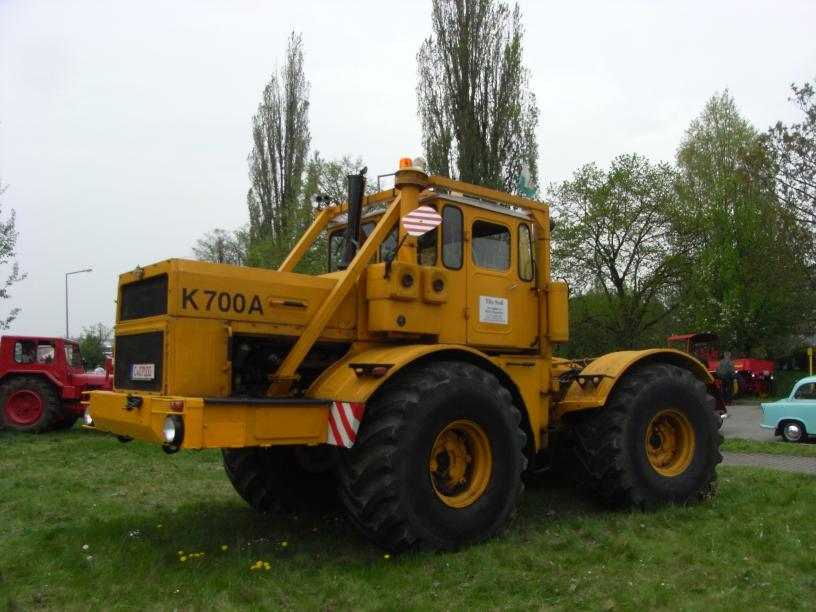
Tractor K-700 Kírovets el cual fue producido entre 1961 y el año 2000 en la planta
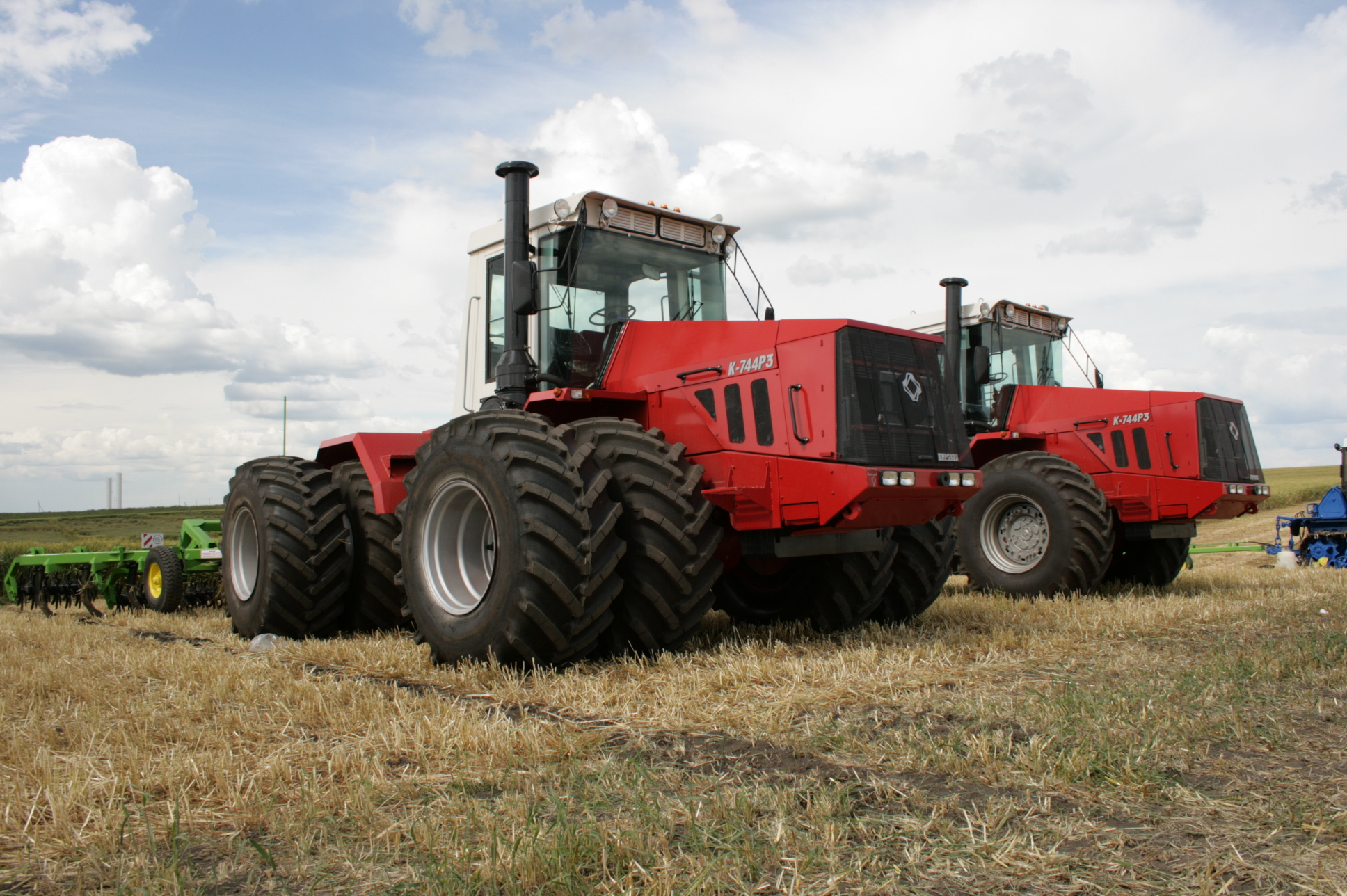
Tractor K-744 Kírovets el cual es producido desde 1995
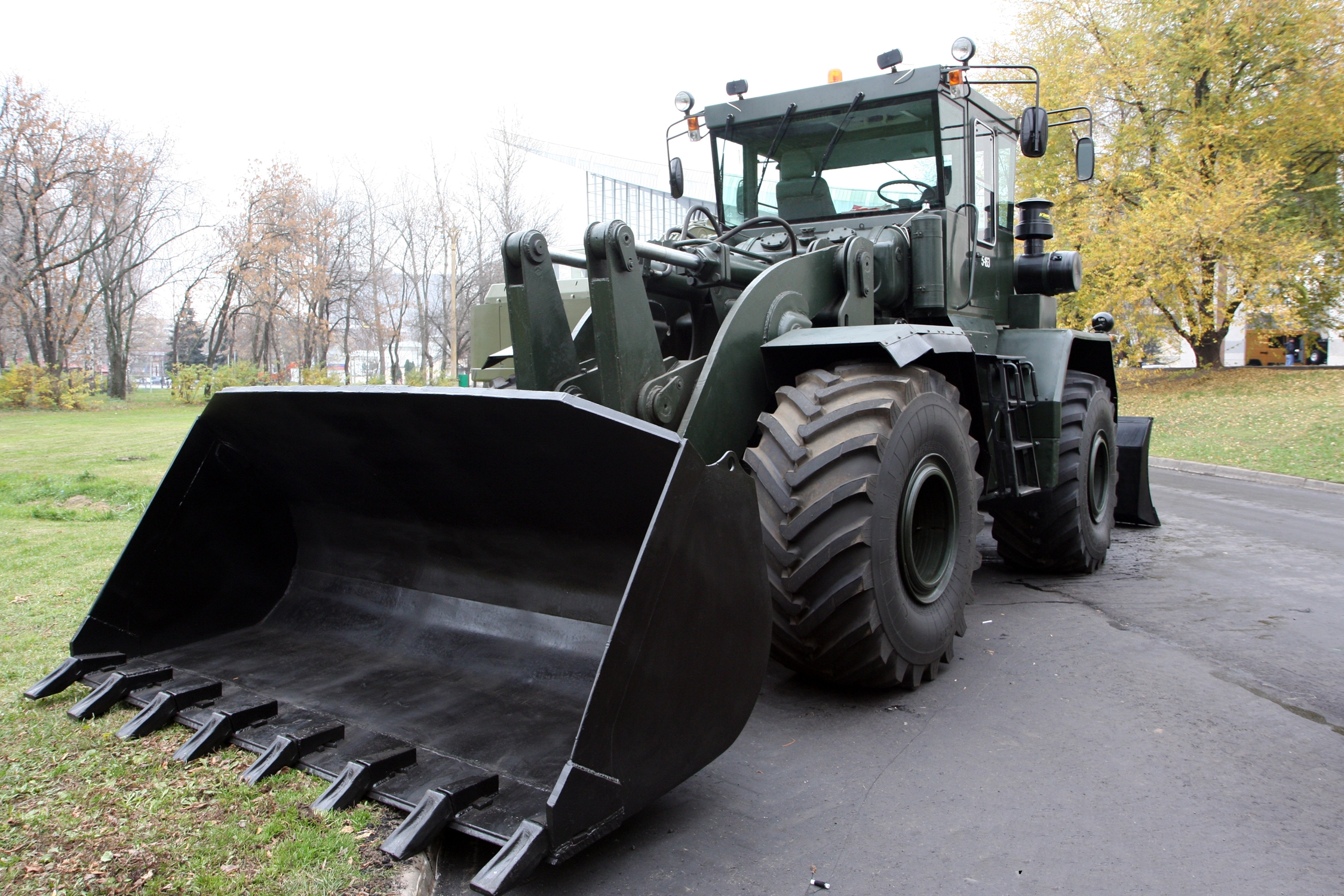
Cargadora frontal K-702